# Cambados
Cambados – gmina i miasto w północno-zachodniej Hiszpanii, we wspólnocie autonomicznej Galicja, w prowincji Pontevedra, w comarce Salnés. Zlokalizowane nad Oceanem Atlantyckim, na riasowym wybrzeżu Rías Baixas, nad zatoką Ría de Arousa.

## Zabytki i miejsca warte zobaczenia
- ruiny Torre de San Saturniño – wieży z XII wieku
- ruiny Pazo Bazán – pałacu z XVII wieku, należącego do przodków pisarki Emilia Pardo Bazán
- Pazo de Fefinás – XVI wieczny pałac, zdobiony barokowymi figurami